# Educație informală
Educația informală (în limba engleză informal education) este un termen generic, care înglobează, desemnează, semnalează, acea educație primită în afara instituțiilor de învățământ tradițional. Acest concept se referă la diferite forme de educație alternativă, cum ar fi:
- Unschooling-ul [1] și școlirea acasă [2] (învățarea într-o formă naturală și spontană, prin intermediul  experimentelor personale, jocurilor informale sau reglementate, activităților de familie și educației în familie,[3] activități cu preceptori, activități sportive, hobby-uri, călătorii, lectură, interacțiune socială, cursuri elective [4][5] —cursuri eventual dictate în instituții formale, dar care nu fac parte din nici programă de studii, și nici nu vor genera vreo diplomă sau vreun certificat specific)
- Autodidacticismul⁠(d) (autodidactica, studiere în maniera proprie)
- Angajarea în muncă de la vârstă fragedă (ucenicie la locul de muncă) [6][7]

Educatorii informali (plătiți sau neplătiți), lucrează cu mai multe clase diferite de indivizi și de grupuri, atât prin intermediul unor planuri sociale și a comunitare cât si prin intermediul diverselor instituții de bine public, de fundații,de  organizații de caritate, etc  Educația informală de fapt, apare, de asemenea, prin intermediul mass-media (televiziune, radiodifuziune, film, reviste, ziare, internet) , precum și prin alte canale (grădini zoologice, muzee, biblioteci, centre sociale, parcuri de joaca⁠(d), after-school⁠(d) -uri).

## Educația formală, non-formală și informală
În domeniul de politică educațională, se distinge în mod frecvent între învățământ (sau educație) formal, informale și non-formal. Diferența dintre aceste categorii, și mai ales între ultimele două (informale și non-formale), nu este întotdeauna clară, și se pretează la confuzie, dar dacă ne uităm înapoi la originea acestei distincții este posibil sa ne apropiem cât mai mult de înțelegerea acestei probleme.
La sfârșitul anilor șaizeci a început să se vorbească în arena relațiilor internaționale de o criză a politicilor educaționale, făcându-se referire la problemele economice și politice care le întâlneau multe țări in ce privește încercarea de a îmbunătăți și extinde sistemele tradiționale de educație (educația formală). Se credea că aceste sistemele tradiționale nu vor reuși să se adapteze la rapidele schimbări socio-economice care aveau loc în multe din regiunile lumii. La începutul anilor șaptezeci, diverse organizații internaționale de dezvoltare au început să facă distincția între "educație formală (oficială), educație non-formală (semi-oficiala) și educație informală (neoficială), nouă clasificare care venea a se adăuga altora deja existente, în domeniul educației.
În conformitate cu definițiile clasice, educația formală este împărtășită în școli, colegii și instituții de formare (primar, secundar, terțiar), în timp ce educația non-formală este asociată cu grupuri și organizații ale comunității și societății civile, iar educația informală acoperă tot ce rămâne neacoperit de primele două (interacțiunea cu prietenii, cu familia, cu colegii de munca, cu diverși lideri și diverși tutori; autodidactica⁠(d); socializarea⁠(d); jocuri⁠(d); etc.). În practică, datorită însăși naturii fenomenului educațional, granițele dintre categorii se amesteca cu ușurință, în special în ce privește granița dintre educația non-formală și educația informală, deși în linii generale primul exemplu este caracterizat prin a fi un proces educațional instituționalizat și de grup (semi-oficial), în timp ce la al doilea exemplu procesul de învățământ nu este nici oficial, nici semi-oficial ci este complet ne-oficial. Această distincție tripartită a ajuns să fie asociată, în plus, cu o noțiune nouă, care, de asemenea, a apărut încă de atunci în domeniul politicilor educaționale: educație permanentă  sau "învățare pe tot parcursul vieții".
Educația informală este o alternativă care oferă posibilitatea dezvoltării proceselor de învățare non-convenționale și, uneori, mai efective, deoarece oferă diferite instrumente care nu sunt permise a se utiliza în educația formală și in educația non-formală, precum ca joaca, experiențele virtuale, tot soiul de jocuri. 
Educația informală a fost recunoscută ca unul dintre cele mai bune moduri de a dezvolta abilități care necesită mai multă practică decât teorie, cum ar fi limbile străine, bucătăria, informatica, printre altele.

## Articole legate de
- Educație
- Predare
- Educația formală
- Educația Non-formală
- Educația permanentă